# Не дижи нос
Не дижи нос је југословенски анимирани филм из 1961. године.

## Синопсис
Ово је прича о уображености. Власник фиће не жели да му на фотографији, коју снима негде на Јадранској обали, поред његовог аутомобила и лепе девојке, остану за успомену и дуге уши једног магарета, које су се однекуд створиле ту да покваре кадар. Једва је непристојно магаре отерано и слика направљена, али се већ невоља десила: на првој кривини фића се слупао и ко у том чацу може помоћи него баш оно увређено и отерано магаре.